# Allmusic
allmusic (în trecut, All Music Guide) este o bază de date de tip metadata despre muzică, deținută de All Media Guide. Allmusic a fost fondată în 1991 de către Michael Erlewine drept un ghid critic pentru ascultători, elaborat de peste nouă sute de specialiști în domeniu. La momentul publicării site-ului pe Internet, World Wide Web nu exista încă, motiv pentru care Allmusic a utilizat inițial protocolul Gopher. Site-ul a trecut la World Wide Web în anul 1995.

## Conținuturi
Allmusic cuprinde informații despre muzicieni (compozitori, interpreți) – anume biografiile și discografiile lor (albume și, în unele cazuri, cântece) –, dar și articole de istoria muzicii despre apariția și evoluția diferitelor genuri și subgenuri muzicale. Bazată în primul rând pe partitură și nu pe înregistrare, muzica cultă este tratată distinct față de muzicile de consum (unde compozitorul se identifică adesea cu interpretul, există numeroase compoziții colective, iar elaborarea discografiei este coordonată în majoritatea cazurilor de către compozitor sau compozitori).
Din motivele menționate anterior, materialele discografice cu muzici de consum sunt supuse unui sistem de notare de la 1 la 5, în care precizia este de jumătate de punct. Unele dintre discurile care au primit 4 sau mai multe puncte sunt incluse în sistemul de selecție al site-ului (en. album pick), la această alegere contribuind cu mult coeziunea pieselor înscrise pe disc (sub această justificare, formații ale anilor 1960 precum The Beatles sau The Kinks nu au niciun album de studio omagiat în acest fel); totuși, neincluderea în acest sistem nu influențează scorul acordat albumului. Fiecare disc este prezentat printr-o succintă recenzie scrisă de un autor unic (nu în colaborare), urmată de lista de piese (en. tracks) conținute – ca în cazul altor site-uri de muzică (Last.FM, Yahoo! Music), se pot asculta eșantioane de treizeci de secunde din fiecare piesă de pe un disc. Unele dintre cântece sunt notate ca track pick (concept similar cu album pick, la nivelul de detaliu corespunzător), iar altele beneficiază de recenzii proprii (independente de recenzia discului). Numai o parte din cântecele prezentate la Allmusic sunt recenzate, între acestea înscriindu-se piese care au avut un răsunet apreciabil sau piese considerate de către echipa editorială a site-ului ca având o însemnătate istorică.
Vizitatorii pot trimite eventuale corecții ale paginilor despre albume sau cântece prin intermediul unui formular tipizat unde trebuie notată bibliografia folosită. Astfel de contribuții ale utilizatorilor sunt procesate manual (deci, în timp) de către editorii site-ului, cum este și cazul lui Internet Movie Database.

### În cifre
În luna septembrie 2008, statisticile site-ului indicau peste 1,52 milioane de albume (conținând 12,86 milioane de piese, iar 334 de mii de albume sunt recenzate de redactori ai Allmusic) și 306 mii de compoziții de muzică cultă (din care 27 de mii conțin prezentări) intrate în baza de date a acestuia. Acestora se adaugă 93 de mii de biografii, menționarea în context a peste cinci mii de instrumente muzicale și ilustrarea discografiilor cu peste un milion de imagini, cărora se adaugă 75 de mii de fotografii cu muzicieni.

## Realizări și proiecte
Echipa editorială a site-ului (din care fac parte reputați muzicologi și interpreți precum John Bush, Al Campbell, Greg McIntosh, Greg Prato, Ned Raggett, Richie Unterberger ș.a.) organizează materialele informative și recenziile în scopul formării unor ascultători deschiși la o largă varietate de genuri muzicale – dorind să încurajeze audiții „comparate” se aduc referințe la muzicieni care nu sunt în mod direct legați de subiectul supus analizei. În vreme ce muzica aparținând anumitor genuri sau țări este foarte bine reprezentată, baza de date poate conține lipsuri semnificative în alte privințe; cum criteriul principal pentru introducerea de noi materiale discografice în baza de date este gradul de disponibilitate comercială a acestora, inexistența unor discuri sau chiar formații trebuie pusă în legătură cu această condiționare. De pildă, muzica de consum din România este foarte slab reprezentată, având în vedere izolarea comercială sau stocurile foarte limitate pentru materialele produse în țară.
Chiar și în această situație, Allmusic încearcă să răspundă exigențelor publicului prin diverse mijloace care să grăbească creșterea capacității bazei de date. Astfel, sunt organizate campanii adresate muzicologilor de pe toate continentele, pentru ocuparea de posturi în echipa redacțională, dar mai ales pentru completarea cu informații despre muzica din țara lor. Comentarii ale unor muzici apărute recent pot fi accesate și de pe weblog-ul Allmusic (vezi mai jos).
Câștigându-și poziția de autoritate în domeniul criticii muzicale pe Internet (alături de Pitchfork Media și alte câteva site-uri), Allmusic a lansat două cărți, ghiduri de abordare a genurilor jazz și blues. De altfel, site-ul se dovedește deosebit de întreprinzător și în promovarea altor genuri muzicale. De pildă, în limitele unei disponibilități comerciale decente, muzica independentă (en. indie music) se bucură de un interes mare din partea echipei redacționale a Allmusic.